# Femme aux plantes
Femme aux plantes – en anglais Woman with Plants – est un tableau du peintre américain Grant Wood réalisé en 1929. Cette huile sur panneau de bois est le portrait de la mère de l'artiste, alors âgée de soixante-neuf ans, tandis qu'elle tient une plante en pot devant un paysage idéalisé de l'Iowa dont émergent une église et une pompe à vent. Comme y apparaissent le même vêtement féminin, le même camée et les mêmes espèces végétales – Sansevieria trifasciata et Begonia sanguinea –, la peinture anticipe manifestement American Gothic, le chef-d'œuvre que Wood signe l'année suivante. Elle est conservée au musée d'art de Cedar Rapids, à Cedar Rapids.